# Nick Von Esmarch
Nick Von Esmarch est un acteur américain né le 2 novembre 1976. Il joue surtout de petits rôles dans les séries.

## Filmographie
- 2000-2002 : Nikki
- 2004 : Preuve à l'appui (3x12)
- 2004 : Ma famille d'abord : Bob
- 2014 : "Mentalist" (6x19)